# Marje Sink
Marje Sink (geb. Marie Gildemann, * 18. Oktober 1910 bei Sankt Petersburg; † 31. Dezember 1979 in Tallinn) war eine estnische Komponistin.

## Leben und Werk
Sinks Vater Mihkel Gildemann kam als Kantor und Schulmeister einer estnischen Gemeinde nach Russland. Er starb inmitten der Revolutionswirren 1918. Seiner Witwe gelang 1921 mit fünf überlebenden Kindern die Rückkehr nach Estland. Dort gab sie Marie in das Kinderheim von Aaspere, wo sie bereits vierzehnjährig Musik komponierte und einen Chor leitete.
1930 heiratete Marie den Pastor und Lyriker Peeter Sink. Sie besuchte die Kompositionsklasse Artur Kapps am Konservatorium von Tallinn, die sie 1938 mit einem Oratorium und einer Klaviersonate als Diplomarbeit abschloss. 1944 wurde sie Mitglied des estnischen Komponistenverbandes, aus dem sie vier Jahre später wieder ausgeschlossen wurde, nachdem sie sich geweigert hatte, Lobeshymnen auf Stalin zu komponieren. Sie gab danach privat und an Schulen Musikunterricht.
Sink wirkte bis zu einem Schlaganfall 1972 als Kirchenmusikerin. Die meisten ihrer Kompositionen wurden für die jeweils von ihr geleiteten Kirchenchöre komponiert. Daneben entstanden hunderte von Liedern (u. a. nach Texten ihres Mannes), außerdem Duette, mehrere Kantaten, eine Estnische Rhapsodie für Klavier sowie weitere Klavierwerke. Auch ihr jüngster Sohn Kuldar Sink wurde als Komponist bekannt.

## Privatleben
Peeter und Marje Sink hatten zwei Söhne: den Politiker Tunne Kelam (* 1936) und den Komponisten Kuldar Sink (1942–1995).

## Quelle
- Pille Lill Music Fund - Marje Sink

| Personendaten    | Personendaten                  |
| ---------------- | ------------------------------ |
| NAME             | Sink, Marje                    |
| ALTERNATIVNAMEN  | Gildemann, Marie (Geburtsname) |
| KURZBESCHREIBUNG | estnische Komponistin          |
| GEBURTSDATUM     | 18. Oktober 1910               |
| GEBURTSORT       | bei Sankt Petersburg           |
| STERBEDATUM      | 31. Dezember 1979              |
| STERBEORT        | Tallinn                        |